# Pseudaporophyla
Pseudaporophyla là một chi bướm đêm thuộc họ Noctuidae.